# 米卡埃尔·约翰松
米卡埃尔·约翰松（瑞典語：Mikael Johansson，1966年6月12日—），瑞典男子冰球运动员。他曾代表瑞典参加1988年和1992年冬季奥林匹克运动会冰球比赛，其中1988年冬季奥运会获得一枚铜牌。